# Pycreus unioloides
Pycreus unioloides là loài thực vật có hoa trong họ Cói. Loài này được (R.Br.) Urb. miêu tả khoa học đầu tiên năm 1900.